# APR-1400

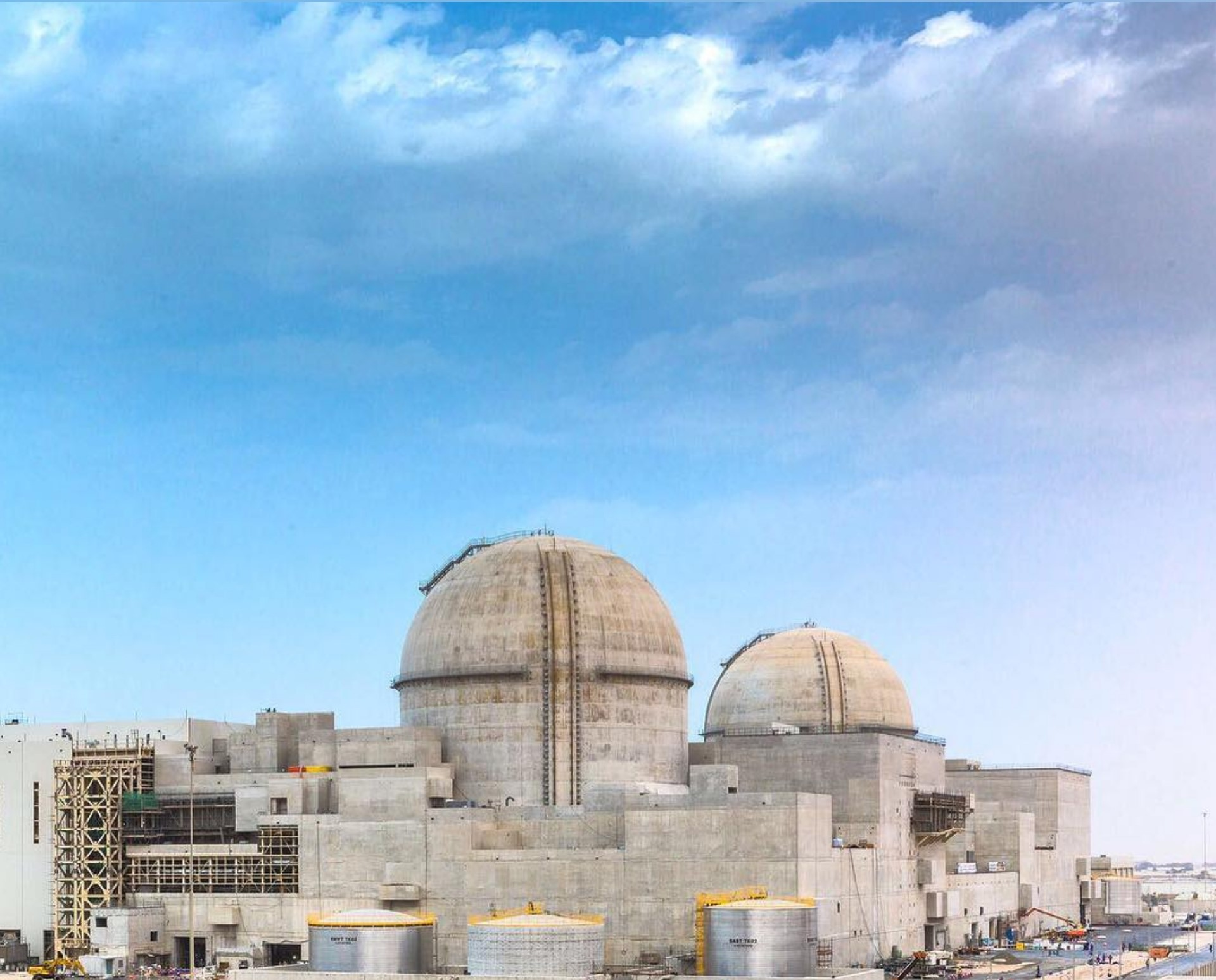
Elektrownia jądrowa w trakcie budowy w 2017, użytkująca reaktory APR-1400 w Barakah (Zjednoczone Emiraty Arabskie)

Reaktor jądrowy APR-1400 (ang. Advanced Power Reactor 1400 MW) – reaktor wodno-ciśnieniowy (PWR) trzeciej generacji, którego początki sięgają modelu CE System 80+. Zaprojektowany przez Korea Electric Power Corporation (KEPCO), pierwotnie znany jako Korean Next Generation Reactor (KNGR).
APR-1400, którego początki sięgają modelu CE System 80+ oraz reaktora poprzedniej generacji OPR-1000.
Obecnie użytkowane są dwa takie reaktory w Korei Południowej (Shin Kori 3 i 4), a kolejne cztery są w budowie (Shin Hanul 1 i 2, Shin Kori 5 i 6).
Kolejny blok jest użytkowany przez Zjednoczone Emiraty Arabskie w Barakah, przy czym kolejne trzy są w budowie.

## Historia

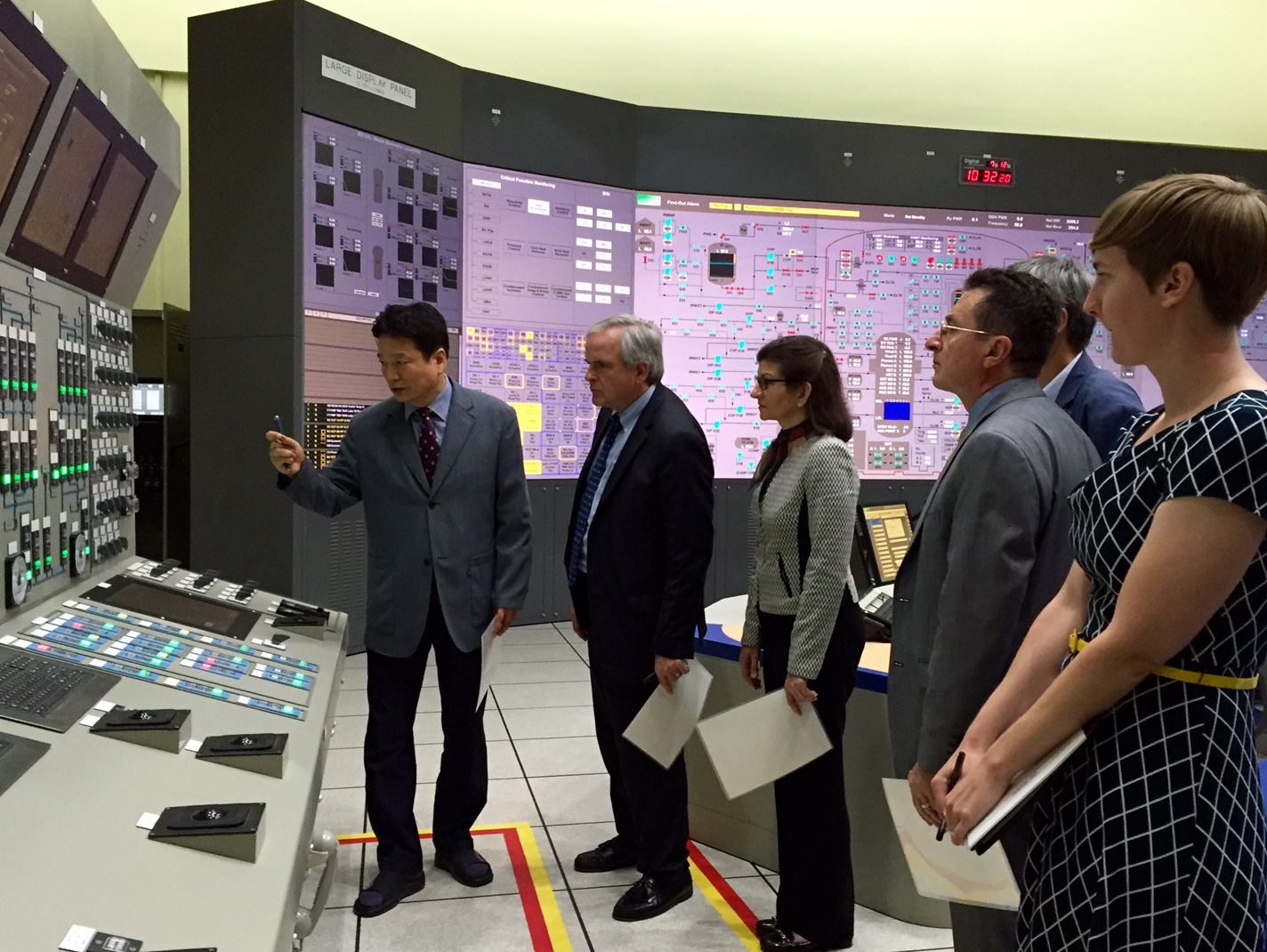
Przewodniczący NRC Stephen Burns (drugi od lewej) i inni urzędnicy NRC otrzymują odprawę i demonstrację od Chan Ki Moona (z lewej), kierownika Departamentu Symulatorów Elektrowni Jądrowych, Korea Institute of Nuclear Safety, w symulatorze KINS APR1400 w Daejeon

### Projektowanie i certyfikacja w Korei Południowej
Projektowanie APR-1400 rozpoczęło się w 1992, po uzyskaniu certyfikacji Koreańskiego Instytutu Bezpieczeństwa Jądrowego w maju 2002.

### Certyfikacja w Stanach Zjednoczonych
Wniosek o amerykańską certyfikację projektu został złożony do amerykańskiej Komisji Dozoru Jądrowego (NRC) w grudniu 2014, a w marcu 2015 został przyjęty do przeglądu technicznego, aby ustalić, czy projekt reaktora spełnia podstawowe amerykańskie wymogi bezpieczeństwa. We wrześniu 2018 NRC wydała końcowy raport z oceny bezpieczeństwa i standardowe zatwierdzenie projektu, stwierdzając, że projekt jest technicznie akceptowalny i ważny przez 15 lat. W kwietniu 2019 NRC zatwierdziła zasadę certyfikacji standardowego projektu APR-1400. Certyfikat wchodzi w życie 120 dni po jego opublikowaniu w Rejestrze Federalnym.

### Certyfikacja na terenie Unii Europejskiej
W październiku 2017 Organizacja ds. Wymagań Europejskich Przedsiębiorstw Energetycznych (European Utility Requirements) zatwierdziła projekt reaktora APR-1400.

## Lokalizacja reaktorów

### Korea Południowa
Pierwsze komercyjne reaktory APR-1400 w Shin Kori zostały zatwierdzone we wrześniu 2007, a budowa rozpoczęła się w październiku 2008 (blok 3) i sierpniu 2009 (blok 4). Shin Kori 3 miał rozpocząć pracę pod koniec 2013, ale harmonogramy dla obu jednostek 3 i 4 zostały opóźnione o około rok, aby wymienić okablowanie sterujące związane z bezpieczeństwem, które nie przeszło niektórych testów. Budowa dwóch kolejnych bloków APR-1400 w Shin Kori w Korei (bloki nr 5 i nr 6) miała rozpocząć się w 2014, ale do grudnia 2016 plany nie zostały sfinalizowane.
Budowa dwóch nowych APR-1400, Shin Hanul blok 1 i 2, rozpoczęła się w maju 2012 (blok nr 1) i czerwcu 2013 (blok nr 2), przy czym jednostka 1 ma zostać ukończona w kwietniu 2017. Dwa kolejne APR-1400 w Shin Hanul zostały zatwierdzone w 2014, a budowa ma się rozpocząć w 2017.
Po wyborze prezydenta Muna Jae-ina w maju 2017 KHNP zawiesił prace projektowe na Shin Hanul 3 i 4, a prace budowlane na Shin Kori 5 i 6 w lipcu 2017 na okres trzech miesięcy. Okres, podczas gdy powołana przez rząd komisja spotkała się, aby omówić przyszłą politykę kraju w zakresie energii jądrowej. Prezydent Mun podpisał porozumienie w marcu 2017, wzywając do stopniowego wycofywania energii jądrowej podczas kampanii na prezydenta. W październiku 2017 komisja zaleciła przystąpienie do budowy Shin Kori 5 i 6. Prezydent Mun ogłosił, że poparł decyzję komitetu, ale dodał, że żadna nowa konstrukcja nie będzie dozwolona, podając w wątpliwość los Shin Hanul 3 i 4. Od kwietnia 2020 Shin-Kori 1 i 2 oraz Shin-Hanul 1 działają, podczas gdy Shin-Hanul 2 jest załadowany paliwem jądrowym.

### Zjednoczone Emiraty Arabskie
W grudniu 2009 konsorcjum kierowane przez KEPCO otrzymało kontrakt na budowę czterech reaktorów APR-1400 w Barakah w Zjednoczonych Emiratach Arabskich. Budowa bloku nr 1 w Barakah rozpoczęła się w lipcu 2012, bloku nr 2 w maju 2013, bloku nr 3 we wrześniu 2014, a bloku nr 4 we wrześniu 2015. Blok 1 rozpoczął produkcję energii 1 sierpnia 2020 i został oddany do użytku komercyjnego 6 kwietnia 2021.

### Zjednoczone Królestwo Wielkiej Brytanii i Irlandii Północnej
W Wielkiej Brytanii została utworzona spółka NuGeneration (NuGen) jako wspólne przedsięwzięcie firm Engie, Iberdrola i Scottish and Southern Energy (SSE) w celu rozwoju elektrowni jądrowej Moorside w Kumbrii; początkowe plany przewidywały trzy jednostki Westinghouse AP1000. SSE została wykupiona przez Engie i Iberdrolę w 2011, a udział Iberdroli został z kolei zakupiony przez Toshibę w 2013. Po bankructwie spółki zależnej Toshiby, Westinghouse Electric Corporation w marcu 2017, Engie wycofało się z NuGen w lipcu, pozostawiając Toshibę jako jedynego właściciela NuGen. W grudniu 2017 NuGen ogłosił, że KEPCO został wybrany preferowanym oferentem do nabycia NuGen od Toshiby. W lipcu 2018 status preferowanego oferenta KEPCO został wycofany w odpowiedzi na trudności w finansowaniu inwestycji.

### Zestawienie
| Miejsce    | Nr | Status     | Rozpoczęcie budowy   | Zakończenie budowy   | Początek operacyjności |
| ---------- | -- | ---------- | -------------------- | -------------------- | ---------------------- |
| Shin-Kori  | 3  | Działa     | 16 października 2008 | 30 października 2015 | 12 grudnia 2016        |
| Shin-Kori  | 4  | Działa     | 19 sierpnia 2009     | listopad 2015        | sierpień 2019          |
| Shin-Kori  | 5  | W budowie  | wrzesień 2016        | –                    | Nieznana               |
| Shin-Kori  | 6  | W budowie  | wrzesień 2017        | –                    | Nieznana               |
| Shin-Hanul | 1  | Działa     | 10 lipca 2012        | 22 maja 2022         | 07 grudnia 2022        |
| Shin-Hanul | 2  | Działa     | 19 June 2013         | 06 grudnia 2023      | 05 kwietnia 2024       |
| Shin-Hanul | 3  | Zawieszony | 2018                 | –                    | 2023                   |
| Shin-Hanul | 4  | Zawieszony | 2018                 | –                    | 2023                   |
| Barakah    | 1  | Działa     | 19 lipca 2012        | 5 maja 2017          | 01 kwietnia 2021       |
| Barakah    | 2  | Działa     | 15 kwietnia 2013     | -                    | 24 marca 2022          |
| Barakah    | 3  | Działa     | 24 września 2014     | –                    | 24 lutego 2023         |
| Barakah    | 4  | Działa     | 30 lipca 2015        | –                    | 01 marca 2024          |

## Projekt
APR-1400 to ewolucyjny zaawansowany reaktor na lekką wodę, oparty na poprzednim projekcie OPR-1000. W warunkach koreańskich reaktor wyprodukował 1455 MW mocy elektrycznej brutto przy mocy cieplnej 3983 MW (nominalna 4000 MW).
Konstrukcja została opracowana w celu spełnienia 43 wymagań projektowych, a główne osiągnięcia to ewolucja pojemności paliwowej, zwiększona żywotność i większe bezpieczeństwo. Udoskonalenia projektowe skupiają się również na spełnieniu celów ekonomicznych i wymagań licencyjnych. W porównaniu do OPR-1000 kluczowe cechy to:
- produkcja energii elektrycznej netto: 1400 MW (wzrost o 40%)
- trwałość: 60 lat (wzrost o 50%)
- odporność sejsmiczna: 0,3 g (wzrost o 50%)
- prawdopodobieństwo częstotliwości uszkodzenia rdzenia: mniej niż 10−5/rok (wzrost x10)
- zespoły paliwowe rdzenia: 241 (wzrost o 36%).

Wprowadzono dodatkowo kilka innych zmian, jak przejście na pełne cyfrowe I/C i wdrożenie nowych systemów w Safety Injection System (SIT).

### Rdzeń
Rdzeń reaktora APR-1400 składa się z 241 zespołów paliwowych, 93 zespołów elementów sterujących i 61 zespołów oprzyrządowania wewnętrznego. Każdy zespół paliwowy ma 236 prętów paliwowych w układzie 16 × 16 (część miejsca zajmują rurki prowadzące dla elementów sterujących) zawierający dwutlenek uranu (średnie wzbogacenie 2,6 w/o), który jest w stanie wytworzyć średnią wolumetryczną gęstość mocy 100,9 W/cm^3. Do 30% rdzenia można również załadować paliwem Mixed Oxide z niewielkimi modyfikacjami. Rdzeń zaprojektowano na 18-miesięczny cykl pracy z wyładowaniem do 60 000 MWD/MTU, oraz z zapasem cieplnym 10%. W zespołach elementów sterujących zastosowano 76 prętów z węgliku boru w prętach kontrolnych o pełnej wytrzymałości, a 17 prętów z Inconelu-625 zastosowano w prętach kontrolnych o częściowej wytrzymałości.

### Systemy pierwszorzędne
Podobnie jak OPR-1000 i wcześniejsze konstrukcje C-E, APR-1400 ma dwa obwody chłodzenia reaktora. W każdym obwodzie ogrzane chłodziwo pierwotne opuszcza naczynie ciśnieniowe reaktora (RPV) przez jedną gorącą odnogę, przechodząc przez jedną wytwornicę pary (SG), powracając do naczynia reaktora przez dwie zimne odnogi, z których każda wyposażona jest w pompę chłodziwa reaktora (RCP). W pętli 2 znajduje się jeden regulator ciśnienia (PZR) na gorącej nodze, w którym podczas pracy utrzymywany jest pęcherzyk pary. Pętle są ułożone symetrycznie, więc gorące nogi są diametralnie przeciwne na obwodzie RPV. Ponieważ wytwornice pary są uniesione w stosunku do RPV, naturalna konwekcja będzie cyrkulować chłodziwo reaktora w przypadku awarii RCP. Sprężarka jest wyposażona w sterowany pilotem zawór nadmiarowy, który nie tylko chroni przed nadmiernym ciśnieniem w układzie chłodzenia reaktora, ale także umożliwia ręczne obniżenie ciśnienia w przypadku całkowitej utraty wody zasilającej.

### Systemy drugorzędne
Każda wytwornica pary ma 13.102 rurki Inconel 690; materiał ten poprawia odporność na pękanie korozyjne naprężeniowe w porównaniu z Inconelem 600 stosowanym w poprzednich projektach. Podobnie jak późna ewolucja projektu System 80+, konstrukcja generatora pary zawiera zintegrowany ekonomizer wody zasilającej, który wstępnie podgrzewa wodę zasilającą przed jej wprowadzeniem do SG. W porównaniu z konstrukcją OPR-1000, generator pary charakteryzuje się większym zapasem wtórnej wody zasilającej, co wydłuża czas suszenia i daje więcej czasu na ręczną interwencję operatora, jeśli zajdzie taka potrzeba. Margines zatykania lamp projektowych wynosi 10%, co oznacza, że urządzenie może pracować z pełną mocą przy zatkanych do 10% lampach SG. Każda z dwóch głównych linii pary z wytwornicy pary zawiera pięć zaworów bezpieczeństwa, główny zawór nadmiarowy pary i jeden zawór odcinający.

## Model APR+
Reaktor APR-1400 został rozwinięty w projekcie APR+, który po siedmiu latach rozwoju otrzymał oficjalną certyfikację 14 sierpnia 2014. Konstrukcja reaktora cechuje się zwiększonym bezpieczeństwem i między innymi „częstotliwością uszkodzeń rdzenia o cały rząd wielkości niższą niż obliczona dla projektu APR1400, który zastępuje”. Rdzeń APR+ wykorzystuje 257 zespołów paliwowych (16 więcej niż APR-1400), aby zwiększyć moc do 1550 MW energii elektrycznej brutto. Niektóre funkcje bezpieczeństwa, takie jak generatory zapasowe, zostały zwiększone z dwóch do czterech niezależnych, redundantnych systemów.